# Thierry Debès
Thierry Debès (Strasburgo, 13 gennaio 1974) è un ex calciatore francese, di ruolo portiere, preparatore dei portieri e tecnico ad interim dell'Ajaccio.

## Carriera
Ha giocato in massima serie con Strasburgo ed Ajaccio.